# Михайловка (Михайловська сільська рада, Бакалинський район)
Миха́йловка (рос. Михайловка, башк. Михайловка) — село у складі Бакалинського району Башкортостану, Росія. Адміністративний центр Михайловської сільської ради.
Населення — 117 осіб (2010; 164 у 2002).
Національний склад:
- росіяни — 37 %
- башкири — 34 %